# William Cavendish, III conte di Devonshire
William Cavendish, III conte del Devonshire (10 ottobre 1617 – 23 novembre 1684), è stato un nobile e politico inglese.

## Biografia

### Infanzia
Era il figlio maggiore di William Cavendish, II conte di Devonshire e di sua moglie Christiana, fu educato dalla madre con il suo vecchio tutore, padre Thomas Hobbes.

### Carriera politica
Venne nominato Cavaliere del Bagno all'incoronazione di Carlo I nel 1625. Era luogotenente del Derbyshire dal 13 novembre 1638 al 22 marzo 1642.
Venne esiliato nel 1642, ed i suoi beni furono sequestrati. Ritornò dal continente nel 1645, si presentò al Parlamento, dove fu perdonato per il suo negligenza nel 1646, e dovette pagare 5.000 sterline di multa.
Visse in ritiro con la madre a Latimer, nel Buckinghamshire.

### Matrimonio

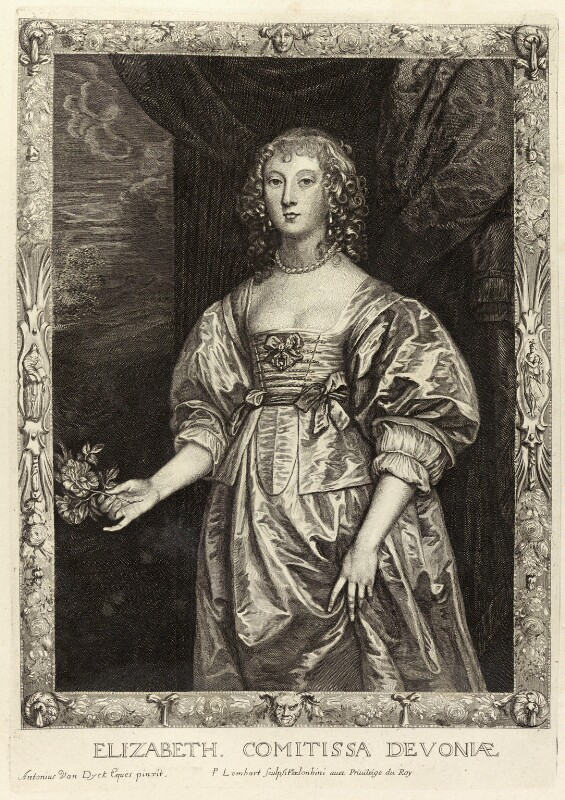
Elizabeth Cecil, contessa di Devonshire

Sposò il 4 marzo 1639 Elizabeth, seconda figlia di William Cecil, II conte di Salisbury. La coppia ebbe tre figli.

### Morte

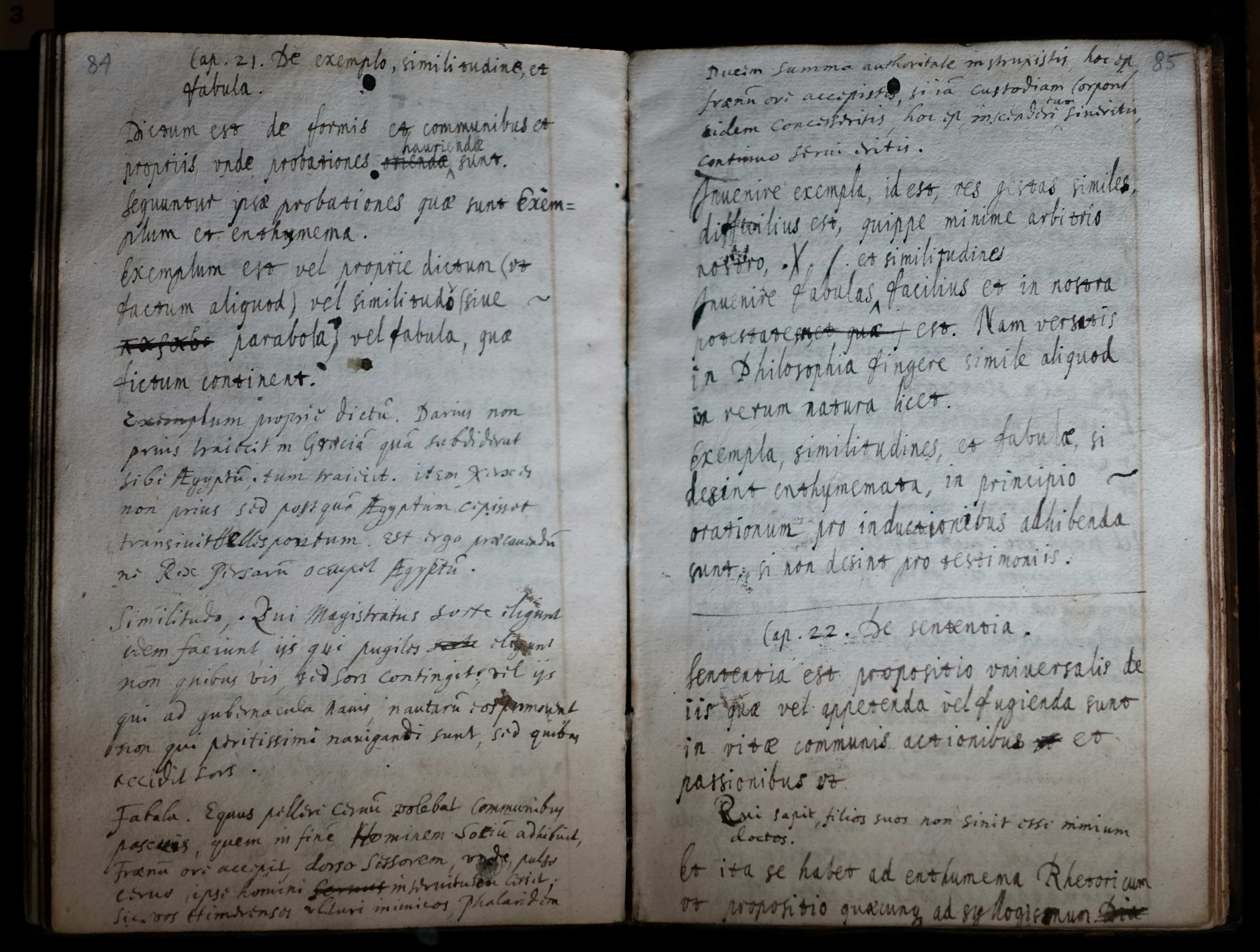
Scritti di William Cavendish

Morì il 23 novembre 1684, nella sua casa di Roehampton, nel Surrey, e fu sepolto a Edensor. Sua moglie Elizabeth morì cinque anni dopo, e fu sepolto nell'Abbazia di Westminster.

## Discendenza
Dal matrimonio tra William Cavendish e Elizabeth Cecil nacquero:
- William Cavendish, I duca di Devonshire (1641-1707);
- Lady Anne Cavendish (1650-1703), sposò in prime nozze Charles Rich, sposò in seconde nozze John Cecil, V conte di Exeter, ebbero due figli;
- Charles (1670-1671).